# ژان ریکاردو
ژان ریکاردو (۱۷ ژوئن ۱۹۳۲–۲۳ ژوئیه 2016) نویسنده فرانسوی و نظریه‌پرداز جنبش ادبی رمان نو بود. بین سالهای ۱۹۶۲ و ۱۹۷۱، ریکاردو در هیئت تحریریه مجله آوانگارد فرانسه تل کوئل بود.

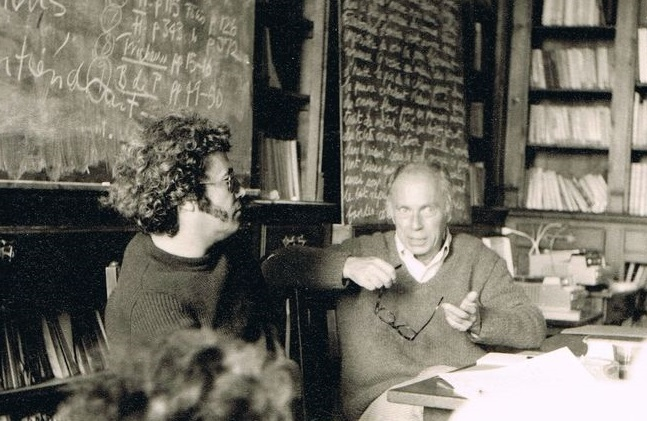
ژان ریکاردو و کلود سیمون (سیریسی، فرانسه).